# سمفونی کرال

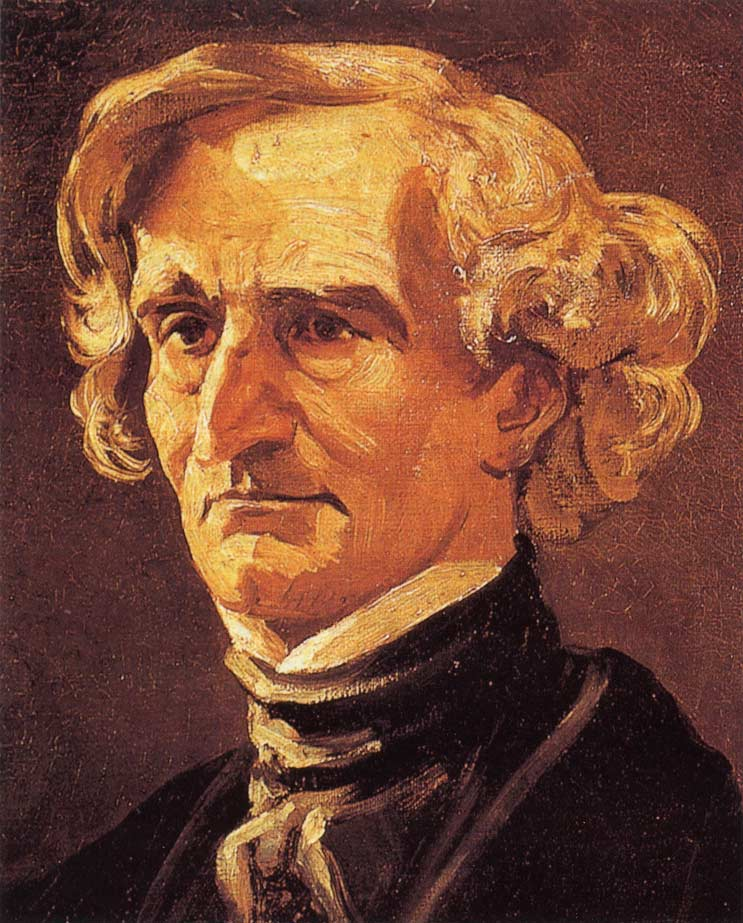
هکتور برلیوز، آهنگسازی که نخستین بار از اصطلاح «سمفونی کرال» استفاده کرد.

سمفونی کُرال (انگلیسی: Choral symphony) عنوانی است در آهنگسازی که قطعه موسیقی با ترکیبی از ارکستر، گروه کر و تکخوان ساخته می‌شود و در این ساختار، «سمفونی کُرال» کاملاً مطابق با طراحی و فرم سمفونی است. این اصطلاح نخستین بار توسط هکتور برلیوز برای توصیف یک متن پنج‌بندی از مقدمهٔ سمفونی «رومئو و ژولیت»، اثرِ خودش، از آن استفاده شد.

## شرح
پیشینهٔ مستقیم این سبک از موسیقی، ابتدا در سمفونی شماره ۹، اثر لودویگ فان بتهوون روی داد که او در موومان چهارم، روی شعری از فریدریش شیلر به‌نام سرود شادی، قطعه‌ای آوازی در سمفونی گنجاند و این اولین نمونه بود که آواز، هم‌سطح با ساز و ارکستر قرار می‌گرفت.
اصطلاحِ «سمفونی کرال» هنگامی استفاده می‌شود که آهنگساز با آنکه از متنی با کلمات یا شعر استفاده می‌کند، اما هدف اصلی‌اش ساخت یک اثر سمفونیک است. در این سبک، آهنگساز با استفاده از متن، جابجایی و تکرار کلمات و تنظیم‌های گوناگون، سعی دارد اهداف سمفونیک و غیر روایی در موسیقی را دنبال کند. همچنین متن شعر، اغلب هدف اصلی قطعه را تعیین می‌کند و در این حالت است که ارکستر، نقش مهمی در انتقال ایده‌ها به گروه کر و تکخوان دارد. با این حال و با اینکه تأکید به سمفونیک بودنِ اثر می‌شود، اما باز هم سمفونی کرال، تحت تأثیر یک روایت خارج از موسیقی قرار می‌گیرد، حتی در قسمت‌هایی که آواز وجود ندارد.

## آهنگسازان
در قرن نوزدهم چندین آهنگساز از جمله فلیکس مندلسون و فرانتس لیست، راه بتهوون را دنبال کردند و آثاری در این فرم ساختند. سپس در قرن بیستم آهنگسازانی مانند: گوستاو مالر، ایگور استراوینسکی، رالف وان ویلیامز، بنجامین بریتن، دمیتری شوستاکوویچ و دیگران، آثار برجسته‌ای در این سبک خلق کردند. در قرن بیست و یکم نیز آثاری از پیتر مکسول دیویس، تان دون، فیلیپ گلاس، هانس ورنر هنتسه و کریستف پندرسکی مشاهده می‌شود.